# مناطق أوروبا

مناطق أوروبا بناءً على كتاب حقائق العالم لوكالة المخابرات المركزية : شمال أوروبا أوروبا الغربية أوروبا الوسطى جنوب غرب أوروبا جنوب أوروبا جنوب شرق أوروبا أوروبا الشرقية

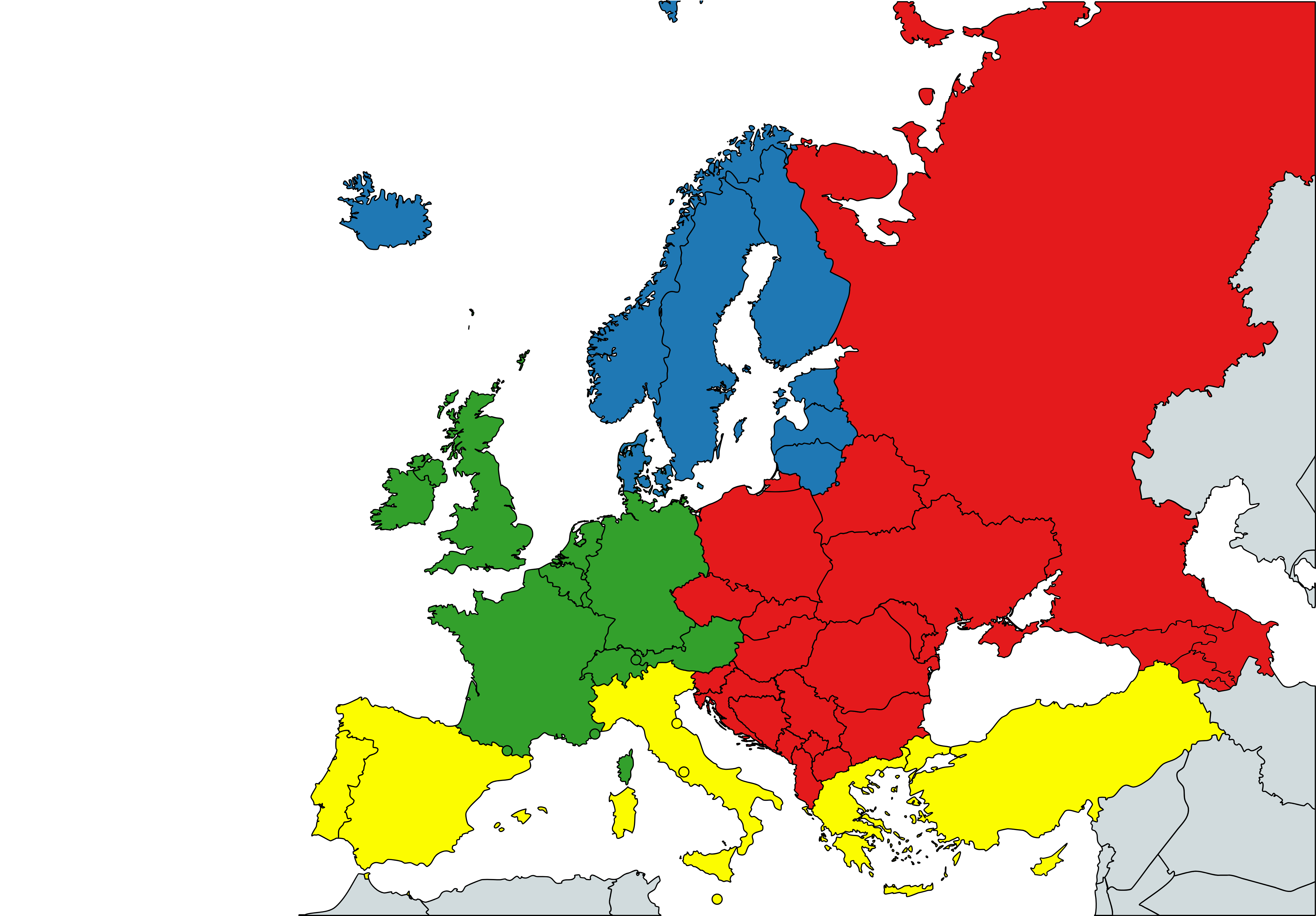
المناطق الفرعية الأوروبية وفقًا لـ EuroVoc : شمال أوروبا أوروبا الغربية جنوب اوروبا أوروبا الوسطى والشرقية

غالباً ما يتم تقسيم أوروبا إلى مناطق بناءً على معايير جغرافية أو ثقافية أو تاريخية. العديد من الهياكل الأوروبية موجودة حاليا. بعضها ثقافي أو اقتصادي أو سياسي، ومن الأمثلة على ذلك مجلس أوروبا واتحاد البث الأوروبي مع مسابقة الأغنية الأوروبية واللجان الأولمبية الأوروبية مع الألعاب الأوروبية. غالباً ما يتم تضمين العديد من البلدان العابرة للقارات التي تحد البر الرئيسي لأوروبا على أنها تنتمي إلى «أوروبا الأوسع» بما في ذلك أرمينيا وأذربيجان وقبرص وجورجيا وغرينلاند وكازاخستان وروسيا وتركيا، فضلاً عن أقاليم ومناطق ما وراء البحار التابعة للاتحاد الأوروبي.

## الحدود الجغرافية
يصعب تعريف التجميع حسب اتجاهات البوصلة في أوروبا، نظرًا لوجود عدد قليل من الحسابات لنقطة الوسط في أوروبا (من بين أمور أخرى)، وغالباً ما يتم الخلط بين المعايير الجغرافية البحتة لـ «الشرق» و«الغرب» والمعنى السياسي لهذين الكلمات المكتسبة خلال حقبة الحرب الباردة.
تشمل المناطق الجغرافية الطبيعية الحديثة في أوروبا ما يلي:
1. أوروبا الوسطى
2. شرق ووسط أوروبا
3. أوروبا الشرقية
4. شمال شرق أوروبا
5. شمال أوروبا
6. شمال غرب أوروبا
7. جنوب شرق أوروبا
8. جنوب اوروبا
9. جنوب غرب أوروبا
10. أوروبا الغربية

اوربا الوسطى
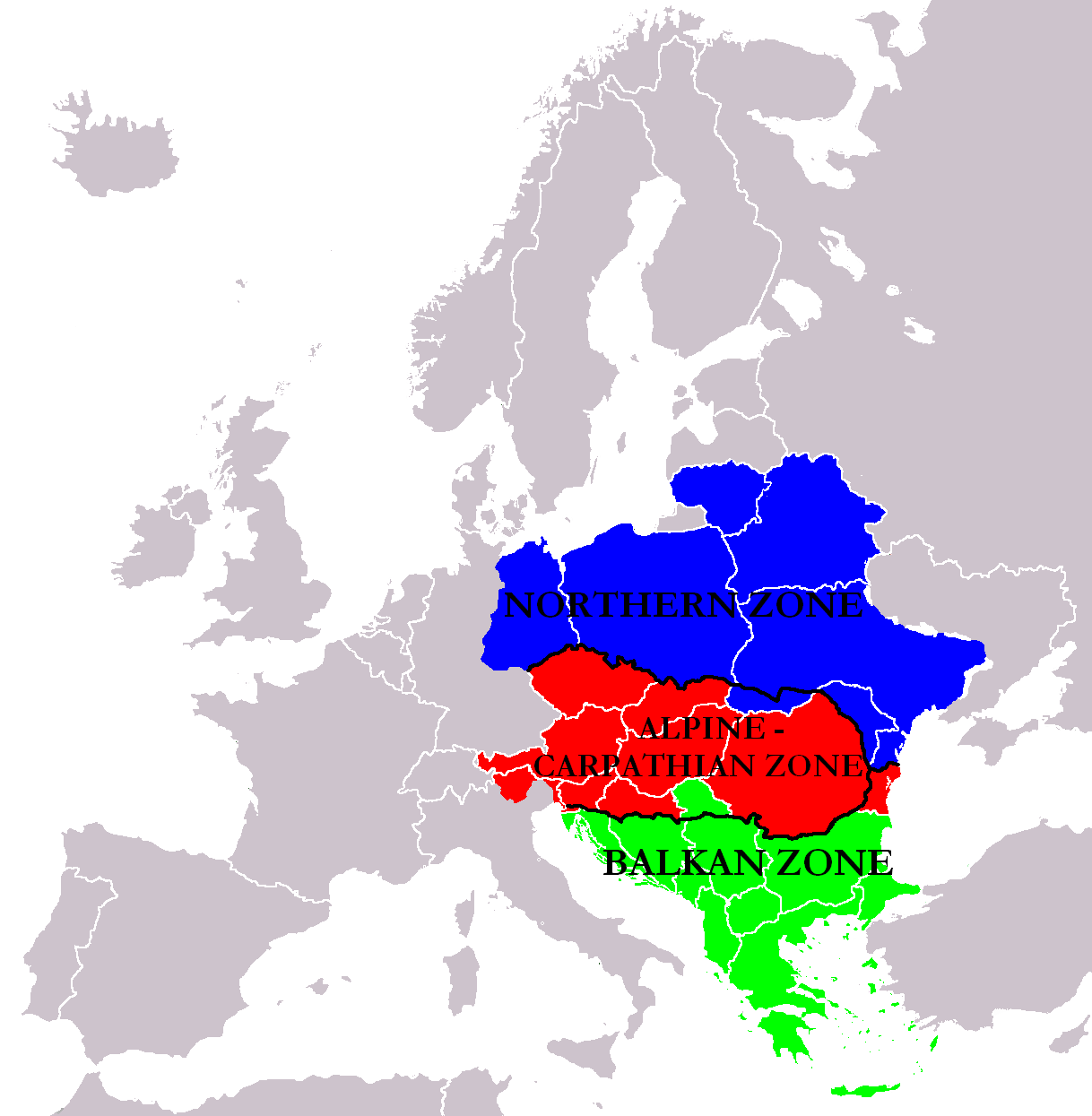
ترجمة بول روبرت ماجوتشي  [لغات أخرى]‏ وتفسيره لأوروبا الوسطى.
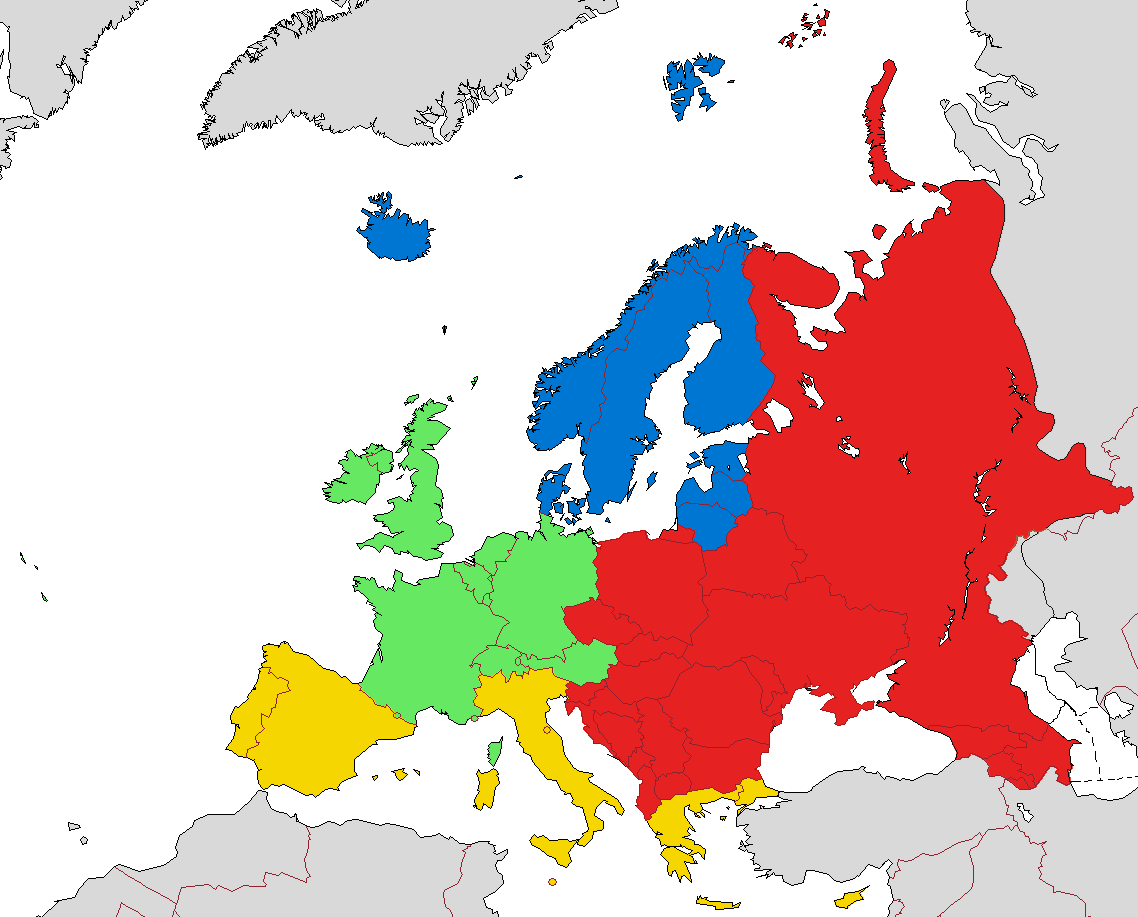
European sub-regions according to يوروفوك[الإنجليزية] أوروبا الوسطى والشرقية
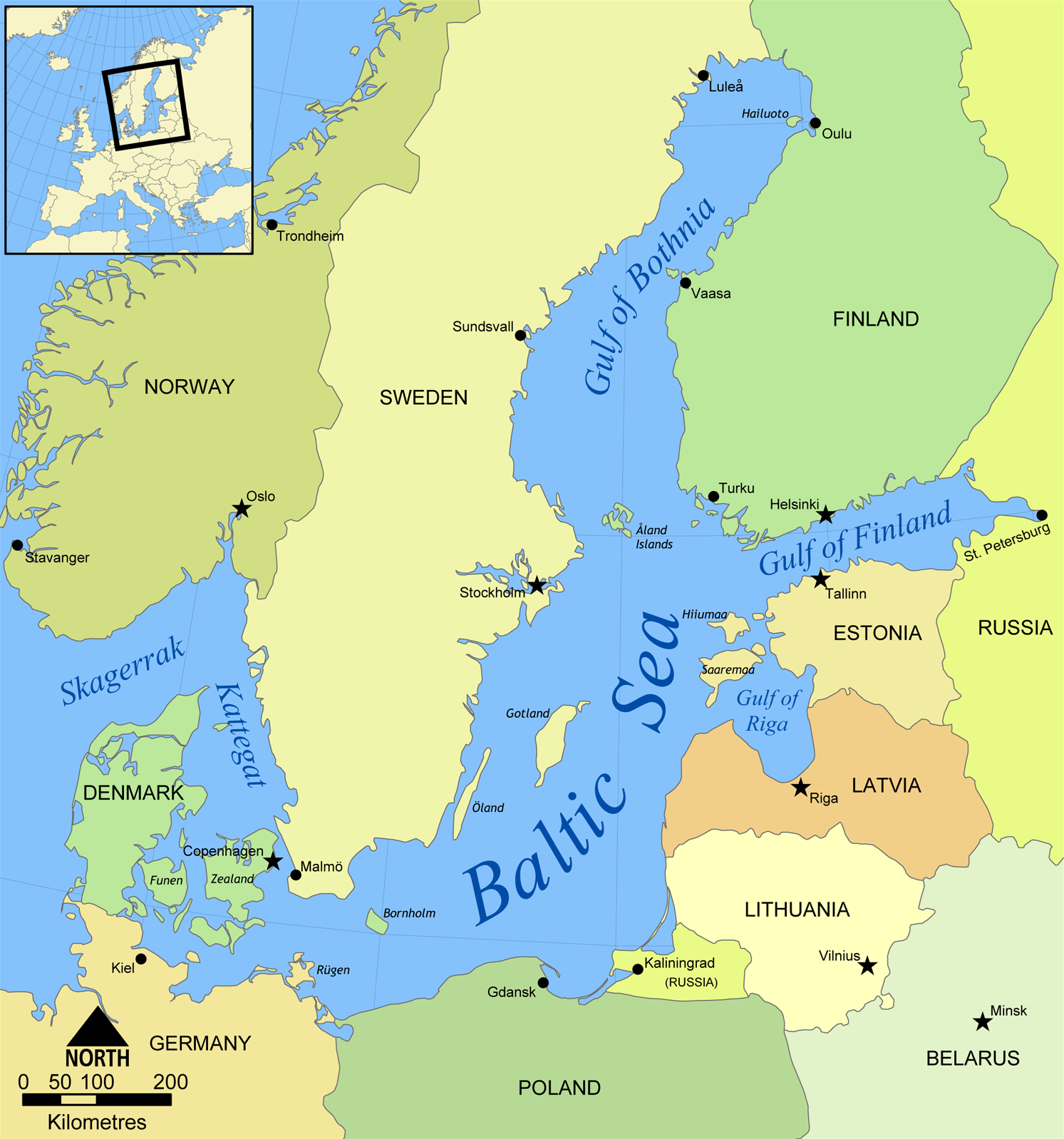
بحر البلطيق والدول المجاورة
الحد الأدنى المتكرر لتعريف شمال غرب أوروبا. بالإضافة إلى ذلك، تعتبر فنلندا وسويسرا والنمسا أيضًا من دول شمال غرب أوروبا.
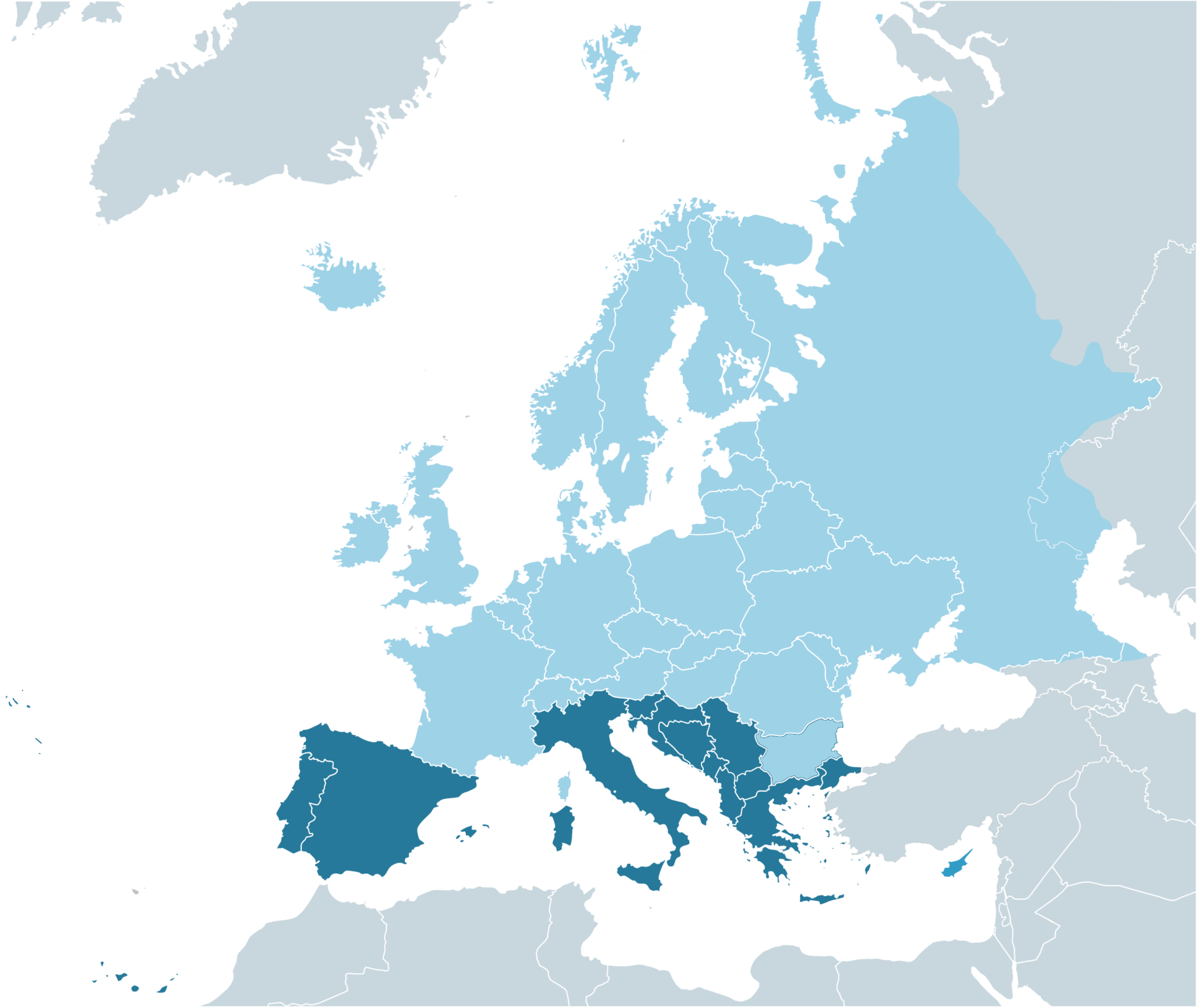
دول جنوب أوروبا .
العصر البرونزي الأيبيري المتأخر منذ ق. 1300 ق
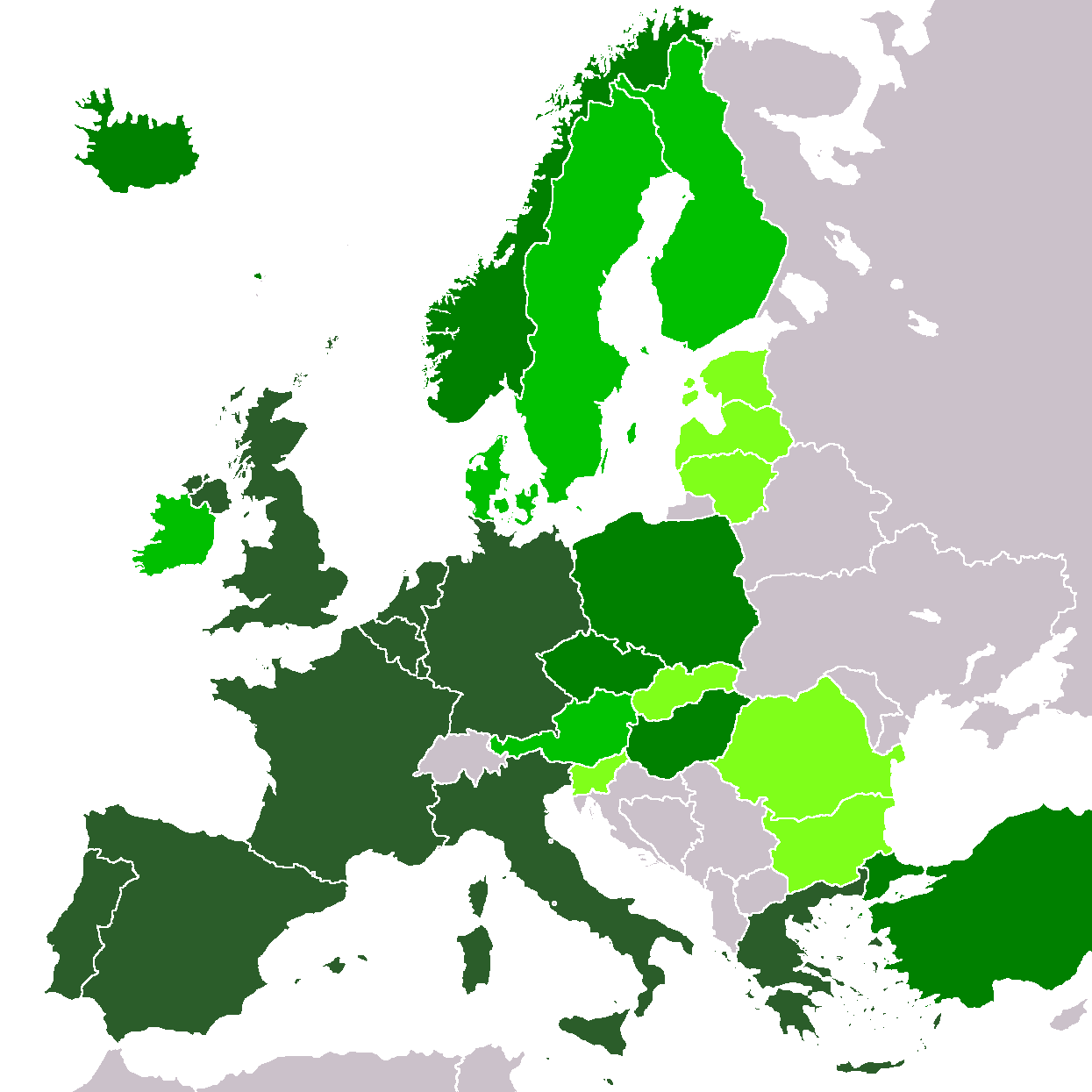
اتحاد أوروبا الغربية السابق - أعضائه وشركاءه

## الانقسامات التاريخية
يمكن تقسيم أوروبا على أسس تاريخية مختلفة، تتوافق عادة مع تلك الأجزاء التي كانت داخل أو خارج ظاهرة ثقافية معينة أو إمبراطورية أو انقسام سياسي. تباينت المناطق في أوقات مختلفة، وبالتالي يمكن الجدل حول أي منها كان جزءًا من بعض الكيانات التاريخية المشتركة (على سبيل المثال، كانت ألمانيا أو بريطانيا جزءًا من أوروبا الرومانية لأنها كانت جزءًا فقط وجزئيًا نسبيًا من الإمبراطورية - أو كانت الدول يوغوسلافيا الشيوعية السابقة جزء من الكتلة الشرقية، لأنها لم تكن في حلف وارسو).
- أوروبا الرومانية وغير الرومانية: تلك الأجزاء التي كانت داخل أو خارج الإمبراطورية الرومانية.
- أوروبا اليونانية وأوروبا اللاتينية: تلك الأجزاء التي وقعت في الشرق (البيزنطية) والإمبراطوريات الرومانية الغربية.
- أوروبا الوثنية التوحيدية والمسيحية المتعددة الآلهة: تلك الأراضي التي فعلت ولم تعتنق المسيحية في العصور الوسطى.
- الأرثوذكسية الكاثوليكية والشرقية في أوروبا: تلك الأجزاء على جانبي الانقسام الكبير.
- بعد الإصلاح: دول المسيحية الغربية (الكنائس الكاثوليكية والبروتستانتية) والمسيحية الشرقية (الكنيسة الأرثوذكسية الشرقية، الكنيسة الآشورية للشرق، الكنائس الأرثوذكسية الشرقية والكنائس الشرقية الكاثوليكية)
  - أوروبا البروتستانتية والكاثوليكية: تلك الأجزاء التي تركت الكنيسة الكاثوليكية بشكل رئيسي خلال الإصلاح تتناقض مع تلك التي لم تترك الكنيسة الكاثوليكية.
- أوروبا الشيوعية (الكتلة الشرقية)، أوروبا الرأسمالية (الكتلة الغربية): تلك الأجزاء الموجودة على جانبي الستار الحديدي ودول العالم الثالث (المحايدة وغير المنحازة خلال الحرب الباردة).

## معاصر

### الاقتصادية والسياسية

تكامل السوق الأوروبية الموحدة : تشكل الدول الأعضاء في الاتحاد الأوروبي السوق الأوروبية الموحدة

- الإتحاد الأوربي

الدول التي هي جزء من الكتلة السياسية والاقتصادية (27 عضوًا اعتبارًا من 2020):
النمسا، بلجيكا، بلغاريا، كرواتيا، قبرص، جمهورية التشيك، الدنمارك، إستونيا، فنلندا، فرنسا، ألمانيا، اليونان، المجر، أيرلندا، إيطاليا، لاتفيا، ليتوانيا، لوكسمبورغ، مالطا، هولندا، بولندا، البرتغال، رومانيا، سلوفاكيا، سلوفينيا وإسبانيا والسويد.
- دول منطقة اليورو

البلدان التي اعتمدت اليورو كعملة لها:
النمسا وبلجيكا وقبرص وإستونيا وفنلندا وفرنسا وألمانيا واليونان وأيرلندا وإيطاليا ولاتفيا وليتوانيا ولوكسمبورغ ومالطا وهولندا والبرتغال وسلوفاكيا وسلوفينيا وإسبانيا.
- دول الرابطة الأوروبية للتجارة الحرة

منظمة تجارة حرة تعمل بالتوازي مع الاتحاد الأوروبي وترتبط به:
ليختنشتاين وأيسلندا والنرويج وسويسرا.
- دول اتفاقية التجارة الحرة في أوروبا الوسطى

اتفاقية التجارة الحرة بين الدول غير الأعضاء في الاتحاد الأوروبي:
ألبانيا والبوسنة والهرسك ومقدونيا الشمالية ومولدوفا والجبل الأسود وكوسوفو (تمثلها بعثة الأمم المتحدة للإدارة المؤقتة في كوسوفو) وصربيا.
- المنطقة الاقتصادية الأوروبية ومنطقة شنغن

منطقة بلا حدود تم إنشاؤها بموجب اتفاقيات شنغن، بما في ذلك:
النمسا وبلجيكا وجمهورية التشيك والدنمارك وإستونيا وفنلندا وفرنسا وألمانيا واليونان والمجر وإيطاليا ولاتفيا وليتوانيا ولوكسمبورغ ومالطا وهولندا وبولندا والبرتغال وسلوفاكيا وسلوفينيا وإسبانيا والسويد والنرويج وأيسلندا وسويسرا التي كتبها اتفاقات منفصلة تطبيق الكامل لأحكام شنغن <i id="mwAWo">المكتسبات</i>.
- الاتحاد الجمركي للاتحاد الأوروبي

اتحاد جمركي لجميع الدول الأعضاء في الاتحاد الأوروبي (EU) وبعض الدول المجاورة:
أندورا، النمسا، بلجيكا، بلغاريا، قبرص، جمهورية التشيك، الدنمارك، إستونيا، فنلندا، فرنسا، ألمانيا، اليونان، المجر، أيرلندا، إيطاليا، لاتفيا، ليتوانيا، لوكسمبورغ، مالطا، موناكو، هولندا، بولندا، البرتغال، رومانيا وسان مارينو وسلوفاكيا وسلوفينيا وإسبانيا والسويد وتركيا والمملكة المتحدة.
- الاتحاد الاقتصادي الأوروآسيوي

هو اتحاد سياسي واقتصادي بين أرمينيا وبيلاروسيا وكازاخستان وقيرغيزستان وروسيا وعضو مراقب مولدوفا.
- كومنولث الدول المستقلة منطقة التجارة الحرة

هي اتفاقية تجارة حرة بين أعضاء كومنولث الدول المستقلة: أرمينيا وبيلاروسيا وكازاخستان وقيرغيزستان ومولدوفا وروسيا وطاجيكستان وأوكرانيا.
- منظمة التعاون الاقتصادي للبحر الأسود

ملتقى التعاون الاقتصادي الإقليمي:
ألبانيا، أرمينيا، أذربيجان، بلغاريا، جورجيا، اليونان، مولدوفا، رومانيا، روسيا، صربيا، تركيا وأوكرانيا.

### سياسية أخرى

أعضاء الشراكة الشرقية

- الشراكة الشرقية والجمعية البرلمانية يورونيست

مجموعة من دول أوروبا الشرقية السوفيتية السابقة المتعاونة مع الاتحاد الأوروبي:
أرمينيا وأذربيجان وبيلاروسيا وجورجيا ومولدوفا وأوكرانيا.
- دول منظمة التعاون الاقتصادي والتنمية الأوروبية

الدول الأوروبية التي هي جزء من منظمة التعاون الاقتصادي والتنمية:
النمسا، بلجيكا، جمهورية التشيك، الدنمارك، إستونيا، فنلندا، فرنسا، ألمانيا، اليونان، المجر، أيسلندا، أيرلندا، إيطاليا، لاتفيا، ليتوانيا، لوكسمبورغ، هولندا، النرويج، بولندا، البرتغال، سلوفينيا، سلوفاكيا، إسبانيا، السويد وسويسرا وتركيا والمملكة المتحدة.
- مبادرة وسط أوروبا

منتدى للتعاون الإقليمي يشمل:
ألبانيا والنمسا وبيلاروسيا والبوسنة والهرسك وبلغاريا وكرواتيا وجمهورية التشيك والمجر وإيطاليا ومولدوفا والجبل الأسود ومقدونيا الشمالية وبولندا ورومانيا وصربيا وسلوفاكيا وسلوفينيا وأوكرانيا
- منظمة معاهدة الأمن الجماعي

تحالف عسكري وسياسي بين أرمينيا وبيلاروسيا وكازاخستان وقيرغيزستان وروسيا وطاجيكستان والدول المراقبة في أفغانستان وصربيا.
- المجتمع من أجل الديمقراطية وحقوق الأمم

مجموعة من الدول المتنازع عليها من الاتحاد السوفيتي السابق في أوروبا الشرقية:
أبخازيا، جمهورية أرتساخ، أوسيتيا الجنوبية، وترانسنيستريا.
- مجلس أوروبا

منظمة دولية هدفها المعلن هو دعم حقوق الإنسان والديمقراطية وسيادة القانون في أوروبا وتعزيز الثقافة الأوروبية.
لديها 47 دولة عضو، مع ما يقرب من 820 مليون شخص.
- منظمة الأمن والتعاون في أوروبا

أكبر منظمة حكومية دولية ذات توجه أمني في العالم، مع 57 دولة مشاركة معظمها في أوروبا ونصف الكرة الشمالي.
- مجموعة Visegrád

تحالف ثقافي وسياسي من أربع دول من وسط أوروبا لأغراض تعزيز التكامل الأوروبي، وكذلك لتعزيز التعاون العسكري والاقتصادي والطاقة مع بعضها البعض:
بولندا وجمهورية التشيك وسلوفاكيا والمجر.
- سنتروب

مشروع Interreg IIIA لإنشاء منطقة متعددة الجنسيات في أوروبا الوسطى تشمل أربع دول أوروبية: سلوفاكيا والنمسا والمجر وجمهورية التشيك.
- مبادرة Middleeuropean

يعزز التعاون في وسط أوروبا.

### الجغرافي

#### شبه الجزيرة
- شبه جزيرة البلقان

تقع شبه جزيرة البلقان في جنوب شرق أوروبا والدول التالية تحتل أراضي داخل البلقان إما بشكل حصري أو جزئي:
ألبانيا، البوسنة والهرسك، بلغاريا، كرواتيا (النصف تقريباً)، اليونان، كوسوفو، [أقل ألفا 1] الجبل الأسود، مقدونيا الشمالية، رومانيا (منطقة دوبروجا)، صربيا، سلوفينيا (القسم الساحلي) وتركيا (شرق تراقيا)
- شبه الجزيرة الايبيرية

تقع شبه الجزيرة في جنوب غرب أوروبا وتحتوي على إسبانيا والبرتغال وجبل طارق وأندورا
- أبينيني أو شبه الجزيرة الإيطالية

تقع شبه الجزيرة الإيطالية في جنوب أوروبا وتضم ولايات إيطاليا وسان مارينو ومدينة الفاتيكان
- شبه الجزيرة الاسكندنافية

تقع في شمال أوروبا والنرويج والسويد وجزء من فنلندا
- شبه جزيرة فينوسكانديان

تقع في شمال أوروبا والنرويج والسويد وفنلندا وجزء من روسيا
- شبه جزيرة جوتلاند

جوتلاند، الجزء الرئيسي من الدنمارك باستثناء جزرها، منطقة شليسفيغ هولشتاين في ألمانيا

#### إقليمي
- منطقة ريم البلطيق

الدنمارك، إستونيا، لاتفيا، فنلندا، ألمانيا، ليتوانيا، بولندا، روسيا، السويد.
- ينطبق مصطلح دول البلطيق بشكل عام على إستونيا ولاتفيا وليتوانيا

- البلدان المنخفضة

بلجيكا وهولندا ولوكسمبورغ وأجزاء من فرنسا وأجزاء من ألمانيا
- البنلوكس : بلجيكا وهولندا ولوكسمبورغ

- جزر بريطانية

المملكة المتحدة وجزيرة مان وجمهورية أيرلندا
- دول الكاربات

رومانيا، المجر، أوكرانيا، سلوفاكيا، جمهورية التشيك، بولندا، صربيا
- القوقاز

أرمينيا، أذربيجان، جورجيا، روسيا، وكذلك الأراضي المتنازع عليها في أبخازيا وآرتساخ وأوسيتيا الجنوبية
- جزر القناة

غيرنسي، جيرسي
السويد والنرويج وفنلندا والدنمارك وجرينلاند وأيسلندا
- الدول الاسكندنافية : السويد والنرويج والدنمارك
- فينوسكانديا : فنلندا والسويد والنرويج وكاريليا، منطقة جيولوجية يحددها درع فنوسكانديان

- دول جبال الألب

الدول التي تحتل جبال الألب:
النمسا، سويسرا، ليختنشتاين، سلوفينيا، ألمانيا، فرنسا وإيطاليا
- دول الدانوب

الدول التي تقع على طول نهر الدانوب:
النمسا وبلغاريا وكرواتيا وألمانيا والمجر ومولدوفا ورومانيا وصربيا وسلوفاكيا وأوكرانيا
- البلقان

تتداخل مع جنوب شرق أوروبا:
بلغاريا، اليونان، ألبانيا، كوسوفو، مقدونيا الشمالية، البوسنة والهرسك، مونتينيغرو
الدول التي تحتل أراضي داخل وخارج البلقان هي رومانيا وصربيا وكرواتيا وسلوفينيا وتركيا (تراقيا الشرقية).
- ديناريك الألب

سلوفينيا، كرواتيا، البوسنة والهرسك، الجبل الأسود، ألبانيا
صربيا وكوسوفو وإيطاليا تحتل جزءًا صغيرًا من جبال الألب الدينارية.
- ماكارونيزيا

سلسلة جزر في شمال الأطلسي
جزر الأزور، جزر الكناري، ماديرا، بما في ذلك الرأس الأخضر، وهي دولة أفريقية مستقلة.
- دول البحر الأبيض المتوسط

دول البحر الأبيض المتوسط دول أوروبية على حوض البحر الأبيض المتوسط:
البرتغال وإسبانيا وفرنسا وموناكو وإيطاليا وسلوفينيا وسان مارينو وكرواتيا والبوسنة والهرسك والجبل الأسود وألبانيا واليونان وتركيا وقبرص ومالطا وإقليم جبل طارق البريطاني
- منطقة البحر الأدرياتيكي : إيطاليا، سلوفينيا، كرواتيا، البوسنة والهرسك، الجبل الأسود، ألبانيا

- دول بانونيا

الدول البانونية هي:
المجر، رومانيا، صربيا، كرواتيا، سلوفينيا، سلوفاكيا، النمسا، أوكرانيا
- منطقة البحر الأسود

دول البحر الأسود (على الرغم من أن بعض الأقسام تقع داخل آسيا) هي:
أبخازيا (منطقة متنازع عليها)، جورجيا، تركيا، بلغاريا، رومانيا، أوكرانيا وروسيا
- منطقة بحر قزوين

أكبر بحيرة في العالم تشكل جزءًا من الحدود الآسيوية الأوروبية تضم خمس دول تحتل شاطئها. تقع تركمانستان وإيران بالكامل داخل آسيا بينما البلدان التالية عابرة للقارات ولها سيادة على القطاع الأوروبي لبحر قزوين:
روسيا، أذربيجان، كازاخستان

### التجمعات الدينية
- الكنيسة الكاثوليكية في أوروبا

الدول ذات الأغلبية الكاثوليكية، بما في ذلك أندورا والنمسا وبلجيكا وكرواتيا وجمهورية التشيك وفرنسا وجنوب وغرب ألمانيا وجبل طارق والمجر وأيرلندا وإيطاليا وأجزاء من لاتفيا وليختنشتاين وليتوانيا ولوكسمبورغ ومالطا وموناكو وجنوب هولندا وبولندا والبرتغال وسان مارينو وسلوفاكيا وسلوفينيا واسبانيا.
- الأرثوذكسية الشرقية في أوروبا

الدول ذات الأغلبية الأرثوذكسية، بما في ذلك أرمينيا وبيلاروسيا وشمال وشرق البوسنة والهرسك وبلغاريا وقبرص وجورجيا واليونان ومولدوفا والجبل الأسود وجمهورية أرتساخ (الأراضي المتنازع عليها) ومقدونيا الشمالية ورومانيا وروسيا وصربيا وأوكرانيا.
- البروتستانتية في أوروبا

الدول ذات الأغلبية البروتستانتية، بما في ذلك الدنمارك وإستونيا وغرينلاند وفنلندا وشمال وشرق ألمانيا وأيسلندا وأجزاء من لاتفيا وهولندا الشمالية والنرويج والسويد والمملكة المتحدة
- أوروبا المسلمة

البلدان ذات الأغلبية المسلمة، بما في ذلك ألبانيا، وأذربيجان، والبوسنة والهرسك، وكوسوفو،  تركيا، قبرص الشمالية (الأراضي المتنازع عليها)

### التجمعات الوطنية
- أوروبا الناطقة بالجرمانية

ألمانيا، هولندا، المملكة المتحدة (بما في ذلك جمهورية أيرلندا ذات السيادة)، لوكسمبورغ، سويسرا (بعض الكانتونات)، ليختنشتاين، النمسا، بلجيكا (فلاندرز)، الدنمارك (بما في ذلك جزر فارو)، السويد، النرويج، أيسلندا
- المنطقة الناطقة بالرومانسية (الرومانسية الشرقية والغربية مفصولة جغرافيًا عن طريق أي من دولتين ذات سيادة بما في ذلك النمسا أو سلوفينيا مع المجر)
  - 1. منطقة الرومانسية الغربية: البرتغال، إسبانيا، أندورا، فرنسا، موناكو، بلجيكا (والونيا)، سويسرا (كانتونات مختلفة)، إيطاليا، سان مارينو، الفاتيكان.
  - 2. منطقة الرومانسية الشرقية: رومانيا، مولدوفا
- العالم السلافي (السلافية الشمالية والسلافية الجنوبية مفصولة بأي من البلدان الثلاثة: النمسا، المجر، رومانيا، أو عن طريق البحر الأسود):
  - 1. المنطقة الشمالية: روسيا (بما في ذلك سيبيريا في آسيا)، وأوكرانيا، وبيلاروسيا (المعروفة مجتمعة باسم السلاف الشرقيين)، وبولندا والتشيك وسلوفاكيا (المعروفة مجتمعة باسم السلاف الغربيين).
  - 2. المنطقة الجنوبية: سلوفينيا وكرواتيا والبوسنة والهرسك وصربيا (بما في ذلك كوسوفو) والجبل الأسود وجمهورية مقدونيا وبلغاريا (المعروفة مجتمعة باسم السلاف الجنوبيين).

### تجمعات أخرى
- شمال غرب أوروبا
- سلتيك أوروبا
- القانون المدني والقانون العام في أوروبا : تلك الأجزاء التي تبنت نظام أسلوب قانون نابليون وتلك التي احتفظت بنظام القانون العام.
- الموزة الزرقاء : يصف تركز الثروة / الإنتاجية الاقتصادية لأوروبا في فرقة على شكل موز تمتد من شمال غرب إنجلترا، لندن، عبر البنلوكس، شرق فرنسا، غرب ألمانيا إلى شمال إيطاليا.